# Dickson Greeting
Dickson Greeting és una pel·lícula estatunidenca gravada el 1891 que dura 3 segons. Fou una de les primeres pel·lícules del món i és dirigida, produïda i protagonitzada per William Dickson. Es va gravar el 20 de maig en l'estudi d'Edison's Black Maria al West Orange, a Nova Jersey, en la col·laboració de Thomas Edison, que va utilitzar el seu cinetoscopi. La pel·lícula es va emetre a la Federació Nacional de les Dones. W. K. Dickson va dominar el cinema durant els anys 1890.

## Argument
Dickson és representat com un home honorable i digne; ell saluda amablement als seus espectadors.